# التغذية الأمومية

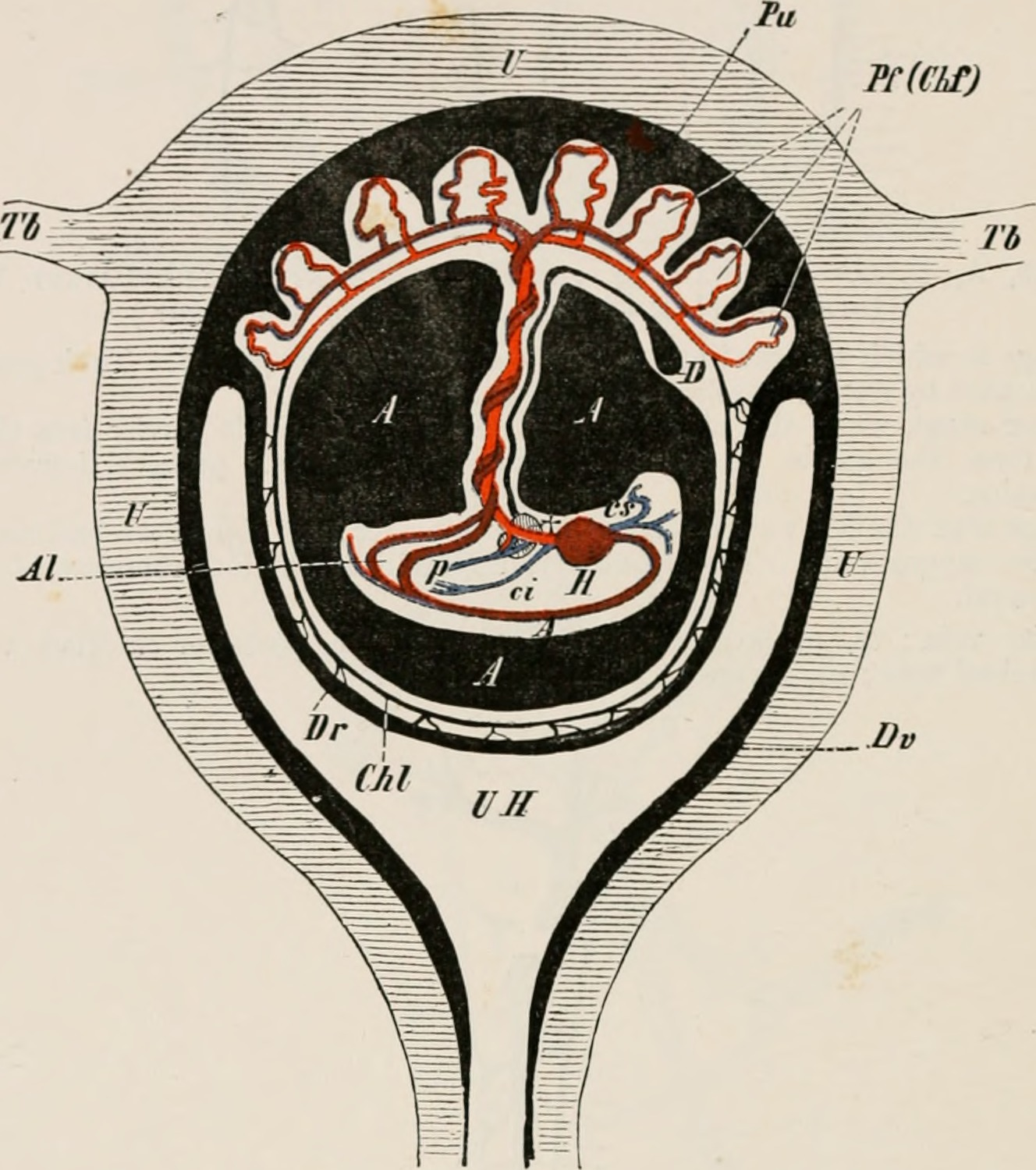

التغذية الأمومية (Matrotrophy) هي أحد أشكال التطور الذي يحصل فيه الجنين على مواد غذائية إضافية من الأم (على سبيل المثال عن طريق المشيمة). وقد يتناقض هذا مع التغذية المحيّة، الذي يكون فيها المصدر الوحيد لتغذية الجنين هو المح الذي يتواجد في الأصل داخل صفار البيض الخاص بها.
تعد التغذية الأمومية في علوم النبات (رعاية الأمومة) ابتكارًا مهمًا يسبق منشأ نباتات الأرض ولذا فإنه ضروري لتطور النباتات البرية. يتم تسهيل عملية التغذية الأمومية عن طريق التعديلات الخلوية والتركيبية على جانب واحد أو على جانبي نقطة اتصال الأجيال، وتسمى هذ المنطقة المشيمة. يتعلق تخصص الخلايا المشيمة كذلك بخصائصها التركيبية والخلوية: يكون السيتوبلازم في كثير من الأحيان كثيفًا وغنيًا بالدهون، وعادة ما يكون تجويف الخلية منخفضًا ولكنه يتسع في الاسفنغون (جنس من الطحالب) والشبكة الإندوبلازمية تكون واسعة النطاق والميتوكوندريا تكون عديدة وكبيرة والبلاستيدات الخضراء عديدة، وغالبًا ما تكون أقل تباينًا وغنية بالكريات المليئة بالدهون وأحيانًا بالنشا.